# Simulium cholodkovskii
Simulium cholodkovskii är en tvåvingeart som beskrevs av Rubtsov 1940. Simulium cholodkovskii ingår i släktet Simulium och familjen knott. Inga underarter finns listade i Catalogue of Life.